# Amenia (Dakota del Nord)
Amenia és una població dels Estats Units a l'estat de Dakota del Nord. Segons el cens del 2000 tenia 89 habitants.

## Demografia
Segons el cens del 2000, Amenia tenia 89 habitants, 35 habitatges, i 26 famílies. La densitat de població era de 24,2 hab./km².
Dels 35 habitatges en un 37,1% hi vivien nens de menys de 18 anys, en un 62,9% hi vivien parelles casades, en un 2,9% dones solteres, i en un 25,7% no eren unitats familiars. En el 25,7% dels habitatges hi vivien persones soles el 14,3% de les quals corresponia a persones de 65 anys o més que vivien soles. El nombre mitjà de persones vivint en cada habitatge era de 2,54 i el nombre mitjà de persones que vivien en cada família era de 2,92.
Per edats la població es repartia de la següent manera: un 29,2% tenia menys de 18 anys, un 5,6% entre 18 i 24, un 23,6% entre 25 i 44, un 25,8% de 45 a 60 i un 15,7% 65 anys o més.
L'edat mediana era de 41 anys. Per cada 100 dones de 18 o més anys hi havia 125 homes.
La renda mediana per habitatge era de 41.250 $ i la renda mediana per família de 51.250 $. Els homes tenien una renda mediana de 31.250 $ mentre que les dones 18.438 $. La renda per capita de la població era de 16.462 $. Cap de les famílies i el 2,3% de la població estaven per davall del llindar de pobresa.

## Poblacions més properes
El següent diagrama mostra les poblacions més properes.